# Mark Labrand
Marek (Mark) Labrand (Den Haag, 23 februari 1985) is een Nederlands radio-dj bij Radio 538 en voice-over bij Sky Radio.

## Carrière

### Radio
Labrand startte zijn carrière in 2002 bij Zoetermeer FM, waarna hij de lokale hitlijst presenteerde bij Stadsradio Delft. Hierna kwam hij in het opleidingstraject van 3FM terecht, waar hij drie maanden lang het programma "Marek" (zijn echte naam) presenteerde. In juni 2003 maakte hij de overstap naar Yorin FM. Hier presenteerde hij diverse programma's, waaronder een hitparade op zaterdagmiddag. Vanaf 3 april 2006 was Labrand te horen op Slam!FM, waar hij onder andere de middagshow en avondshow presenteerde.
In 2008 ging Labrand aan de slag bij Radio 538, waar hij op zaterdag en zondag van 18.00 tot 20.00 uur het programma Dare You Go ging maken. Verder werd hij regelmatig ingezet als invaller en was hij de producer van diverse dj's. Verder draaide hij de Nonstop 40 aan elkaar op zondagmiddag. Ook was hij de sidekick, producer en vaste vervanger van Edwin Evers bij het programma Het Beste van Evers Staat Op dat op zaterdagochtend wordt uitgezonden.
Van mei t/m oktober 2010 presenteerde Labrand, naast zijn weekendprogramma, een aantal dagen per week van 21.00 tot 00.00 uur.
Op 7 juni 2011 verlengde Labrand zijn contract met Radio 538 voor onbepaalde tijd.
In de zomer van 2012 stopte Labrand met Dare You Go. Hij keerde na de zomer terug met het programma @Labrando, dat van zondag t/m donderdag was te horen van 21.00 tot 00.00 uur.
Vanaf 6 januari 2014 werd hij verplaatst naar de middag van 14.00 tot 16.00 uur, waar hij het programma 538 Hitzone ging presenteren. Daarnaast presenteerde hij elke zaterdagavond een programma van 18.00 tot 20.00 uur.
Vanaf januari 2019 was Labrand elke maandag t/m donderdag tussen 10.00 en 13.00 uur en vrijdag tussen 10.00 en 12.00 uur te horen. Vanaf 24 augustus 2020 werd zijn tijdslot elke maandag t/m vrijdag tussen 10.00 en 12.00 uur.
Sinds 22 november 2021 presenteert hij de 538 Top 50 elke vrijdagmiddag tussen 14.00 en 18.00. Hij verloor hierdoor zijn ochtenduren op werkdagen en verhuisde naar 13.00-16.00 op zaterdag en zondag middag.
Sinds 29 augustus 2022 is hij weer terug op de doordeweekse werkdagen op maandag tot en met donderdag tussen 14 00-16.00.

### Voice-over
Naast zijn radiowerk is hij regelmatig te horen als voice-over op televisie. Op RTL 4 en RTL 5 was hij onder andere te horen als voice-over van Bestemming Nederland, JENSEN! en Campinglife. In 2005 en 2006 was Labrand tevens promovoice voor RTL 5. In 2008 was Labrand op RTL 5 te horen als voice-over voor Rock Nation. Daarnaast was hij in hetzelfde jaar actief voor Dazyers op Veronica-televisie. 
In 2011 en 2012 was Labrand te horen voor Ik kom bij je eten en ook in 2012 was hij te horen voor Holland's Got Talent en Sterren Springen op Zaterdag. Sinds 2012 was Labrand te horen voor National Geographic Channel.
Sinds 2019 is Labrand vaste stationvoice bij Sky Radio. Hij volgde Kas van Iersel op.

### Televisie
In 2008 sloot Labrand het jaar af met een livepresentatie op RTL 5 tijdens de Nationale Nieuwsjaarsnacht. Dit was voor Labrand zijn presentatiedebuut op televisie.
In 2009 nam hij deel aan het televisieprogramma Let's Dance waar hij samen met andere dj's van Radio 538 een dansgroep vormde. De dj's haalden de finale maar wonnen uiteindelijk niet.
Sinds 2017 is Labrand af en toe te zien als deskundige in het programma Shownieuws.
In 2025 deed Labrand samen met Julia van Reyendam mee aan het televisieprogramma Code van Coppens: De wraak van de Belgen.